# Na parket! (1. řada)
První řada seriálu Na parket! měla premiéru na Disney Channel 7. listopadu 2010 a skončila 21. srpna 2011 v USA. V Česku se první řada vysílala od 29. ledna 2011 do 24. prosince 2011. 
Děj seriálu se točí kolem dvou nejlepších kamarádek, CeCe Jonesové (Bella Thorneová) a Rocky Blueové (Zendaya), jež se snaží vypořádat se svou účastí v oblíbené televizní show Na parket, Chicago! Seriál zachycuje, jak se snaží udržet klidnou hlavu, jak chodí do školy, hlídají děti a připravují se na vystoupení v show. 
První řada obsahuje 21 dílů. Natáčela se od července 2010 do března 2011, pilotní díl byl natočen už v únoru 2010. Bella Thorneová a Zendaya se objevují ve všech dílech.

## Děj
Dvě nejlepší kamarádky Rocky Blueová (Zendaya) a CeCe Jonesová (Bella Thorneová) se staly profesionálními tanečnicemi v show Na parket, Chicago! Za vše vděčí bratrovi Rocky, Tyovi (Roshon Fegan) a jejich nejlepšímu kamarádovi Deucovi Martinezovi (Adam Irigoyen). Kromě své kariéry si také musejí dát pozor na školu, na bratra CeCe Flynna (Davis Cleveland) a další nečekané problémy. Součástí jejich životů jsou také jejich nepřátelé v podobě Gunthera (Kenton Duty) a Tinky (Caroline Sunshine), kteří často holky otravují. V důležitých okamžicích však společně spolupracují. Úvodní píseň „Shake It Up“ nazpívala Selena Gomezová.

## Výroba
Seriál byl objednán na konci roku 2009 s oznámením castingů do hlavních rolí v říjnu 2009. Název seriál měl být původně Dance, Dance Chicago, ale dne 21. května 2010 bylo oficiálně oznámeno, že se název bude jmenovat Shake It Up. Bella Thorneová a Zendaya byly představeny jako hlavní ženské postavy a k nim také hvězda Camp Rocku Roshon Fegan. První řada se točila od července 2010 do března 2011 a oficiální premiéra proběhla v USA 7. listopadu 2010 po premiéře hodinového speciálu seriálu Hannah Montana. Později Disney Channel objednal 21 dílů pro první řadu.

## Hudba
Součástí první řady byl také soundtrack „Shake It Up: Break It Down,“ který vyšel 12. prosince 2011 a obsahoval 2 CD + DVD. V evropských zemích byl vydán pod názvem Shake It Up: Dance, Dance. První byla vydána úvodní píseň „Shake It Up“ 15. února 2011. Dalším a zároveň poslední písní z alba byla představena píseň „Watch Me,“ která byla vypuštěna, s doprovodným videem, které bylo odvysíláno po premiéře seriálu Farma R.A.K. 17. června 2011, dne 21. června 2011.

## Obsazení
- Davis Cleveland chyběl ve dvou dílech.
- Adam Irigoyen chyběl ve třech dílech.
- Roshon Fegan chyběl ve čtyřech dílech.
- Kenton Duty chyběl v devíti dílech.
- Carolina Sunshine je v této řadě jako vedlejší postava.

## Seznam dílů
| Č. v seriálu | Č. v řadě | Název               | Český název     | Režie            | Scénář                    | Premiéra v USA     | Premiéra v ČR     | Produkční kód |
| --- | --------- | ------------------- | --------------- | ---------------- | ------------------------- | ------------------ | ----------------- | ------------- |
| 1 | 1         | Start It Up         | Rozjeď to       | Shelley Jensen   | Chris Thompson            | 7. listopadu 2010  | 29. ledna 2011    | 101           |
| Nejlepší kamarádky CeCe a Rocky touží po vlastních telefonech, a tak když dostanou od svého spolužáka Deuce pozvánku na konkurz do jednoho z nejsledovanějších tanečních pořadů v zemi Na parket, Chicago!, neváhají ani minutu a vydají se na konkurz. Rocky je nervózní a potřebuje CeCeinu podporu, ovšem největší podporu bude potřebovat právě CeCe poté, co zjistí, že byla vybrána pouze Rocky. Před prvním tanečním číslem se Rocky rozhodne připoutat k CeCe pomocí pout, aby musela jít tancovat také. Po skončení pořadu ji Gary přijme, jelikož se mu líbilo, jak zatancovala. Písně: „Scratch“ (Beach Girl5), „Roll the Dice“ (Marlene Strand), „Watch Me“ (Margaret Durante), „Our Generation“ (Sibel Redzep) a „All the Way Up“ (Alana de Fonseca) Chybí: — Hosté: Caroline Sunshine jako Tinka Hessenhefferová, R. Brandon Johnson jako Gary Wilde, Anita Barone jako Georgia Jonesová a Matthew Scott Montgomery jako Inspicient |           |                     |                 |                  |                           |                    |                   |               |
| 2 | 2         | Meatball It Up      | Spolkni to      | Shelley Jensen   | John D. Beck, Ron Hart    | 14. listopadu 2010 | 29. ledna 2011    | 104           |
| CeCe a Rocky v tanečním pořadu pro mladé působobí natolik dlouho, že se jejich honoráře vyšplhaly na několik stovek dolarů. Na radu CeCeiny matky si v bance zřídí účet, kde dostanou debitní karty. Aby se ukázaly jako opravdové kamarádky pozvou Tye a Deuce na oběd do restaurace. Zanedlouho však CeCe volá její osobní bankéř s tím, že přečerpaly limit a jejich karta je tak zablokována. CeCe a Rocky se snaží vymyslet způsob jak zaplatit jídlo a neztrapnit se před svými přáteli, a tak CeCe objedná pro Rocky masovou kouli, kterou když sní do hodiny mají vše zadarmo. Rocky však už nemůže, a tak se Tyovi a Deucovi přiznají. Ti chtějí nejdříve účet zaplatit, ale je tak drahý, že se rozhodnou pomoct Rocky a CeCe sníst masovou kouli. Mezitím, Flynna hlídá Tinka a Gunther. Na konci dílu Gary tanečníkům Na parket, Chicago! připraví občerstvení, kde také nechybí masové koule. Písně: „We Right Here“ (Drew Ryan Scott) Chybí: — Hosté: Quest Crew z America's Best Dance Crew jako tanečníci z Na parket, Pittsburgh!, Caroline Sunshine jako Tinka Hessenhefferová, R. Brandon Johnson jako Gary Wilde, Anita Barone jako Georgia Jonesová, Jack Plotnick jako Phil Stuts, Jodi Taffel jako servírka Brenda a Sophia Taylor Ali jako Tasha Brooksová |           |                     |                 |                  |                           |                    |                   |               |
| 3 | 3         | Give It Up          | Vzdej to        | Shelley Jensen   | Rob Lotterstein           | 21. listopadu 2010 | 5. února 2011     | 103           |
| Taneční show Na parket, Chicago! pořádá charitativní týden. Každá dvojice si tak musí najít organizaci, pro kterou vyberou co nejvíce peněz. Vítězná dvojice pak získá pět tisíc dolarů a sólový tanec pro příští týden. Celá soutěž spočívá v tom vydržet tancovat ze všech dvojic nejdéle. Rocky vybere Centrum pro seniory, kde je také paní Locassiová, která nemá Rocky ráda, ale ona se ji tak snaží přesvědčit, že ji má každý rád. CeCe a Rocky na konec soutěž vyhrají díky svítícímu oblečení od Deuce. Svůj sólový tanec si však neužijí, jelikož budou úplně vyčerpaní a usnou na pódiu. Místo nich zatancuje Flynn, který vypil moc energického drinku. Písně: „Watch Me“ (Bella Thorneová a Zendaya) a „Our Generation“ (Sibel Redzep) Chybí: — Hosté: Caroline Sunshine jako Tinka Hessenhefferová, R. Brandon Johnson jako Gary Wilde, Anita Barone jako Georgia Jonesová a Renée Taylorová jako Paní Locassiová |           |                     |                 |                  |                           |                    |                   |               |
| 4 | 4         | Add It Up           | Spočítej si to  | Shelley Jensen   | Eileen Conn               | 28. listopadu 2010 | 12. února 2011    | 105           |
| Georgia Jonesová se dozvídá, že CeCe propadá z matematiky, a tak ji zařizuje doučování. CeCe doufá v pohledného vysokoškoláka, do kterého se zamiluje na první pohled, ovšem realita je krutější a CeCe doučuje malý kluk stejného věku jako Flynn, Henry, který již navštěvuje vysokou školu. Gunther vyhrává nad Deucem v páce a postupně tak přichází o své oblíbené věci včetně oblečení. Ty sebral veškerou odvahu a zve Tinku na rande, jak ho Gunther požádal. Avšak Tyovi se Tinka začne líbit, a tak se jí omluví, že vzal od Gunthera peníze za to, že s ní půjde na rande. Písně: „It's Alive“ (Nayana Holley) Chybí: — Hosté: Caroline Sunshine jako Tinka Hessenhefferová, R. Brandon Johnson jako Gary Wilde, Anita Barone jako Georgia Jonesová a Buddy Handleson jako Henry Dillon Poznámka: V tomto díle se poprvé objeví postava Henryho Dillona, kterého ztvárňuje Buddy Handleson. |           |                     |                 |                  |                           |                    |                   |               |
| 5 | 5         | Kick It Up          | Nakopni to      | Shelley Jensen   | Ron Zimmerman             | 5. prosince 2010   | 19. února 2011    | 107           |
| Nejlepší kamarádky Rocky a CeCe se znají tak dlouho, že jsou jako dvojčata. A toho si právě všimne jejich kamarád Deuce, který jim řekne, že se podobají Tince a Gunterovi. To CeCe vyděsí natolik, že se snaží čas strávený s Rocky omezit a najít si jiné přátelé. Mezitím, Henryho zmlátila ve škole spolužačka, a tak na radu Flynna nastupuje do kroužku juda. Písně: „All Electric“ (Anna Margaret a Nevermind) Chybí: Roshon Fegan jako Ty Blue Hosté: Caroline Sunshine jako Tinka Hessenhefferová, Kent Boyd z So You Think You Can Dance hraje sám sebe, Buddy Handleson jako Henry Dillon a Fred Stoller jako Sensei Ira |           |                     |                 |                  |                           |                    |                   |               |
| 6 | 6         | Age It Up           | Na věku záleží  | Shelley Jensen   | Rob Lotterstein           | 9. prosince 2010   | 16. dubna 2011    | 108           |
| Když jsou Rocky a CeCe vybrané k tancování s teenagerskou star Justinem Starrem, mají s ním schůzku v jeho hotelovém pokoji, aby mohli společně nacvičit pár kroků. Při odchodu se však chce Rocky vyfotit s Justinovo čepecí, a tak poprosí CeCe, která ji vyfotí, ale v pozadí je také vyfocen Justin, jak se líbá se svou manažerkou. CeCe a Rocky nevědí, co mají s fotkou dělat, a tak se CeCe rozhodne požádat o pomoc svou mámu, ale omylem fotku pošle všem ve škole a Justinovo tajemství, tak vypluje na veřejnost. Když se jdou holky Justinovi omluvit, Justin jim poděkuje, že je rád, že jeho tajemství bylo vyzrazeno a přizná se, že mu je ve skutečnosti 24 let a je ženatý se svou manažerkou. Mezitím, Ty se snaží udělat s Gunthera cool člověka, aby mohl získat holku. Písně: „Not Too Young“ (Chris Trousdale a Nevermind) Chybí: Davis Cleveland jako Flynn Jones a Adam Irigoyen jako Deuce Martinez Hosté: Caroline Sunshine jako Tinka Hessenhefferová, R. Brandon Johnson jako Gary Wilde, Stephanie Lemelin jako Karen, Chris Trousdale jako Justin Starr, Kiersey Clemons jako Danielle a Breaksk8 z America's Best Dance Crew jako vystupující tanečníci                                                                                            |           |                     |                 |                  |                           |                    |                   |               |
| 7 | 7         | Party It Up         | Užij si to      | Shelley Jensen   | Jenny Lee                 | 12. prosince 2010  | 26. února 2011    | 106           |
| Rocky a CeCe zjistí, že Gary pořádá párty, a tak se ho snaží přemluvit, aby byly také pozvané. Gary je tedy pozve, ale mámy jim to zakážou. CeCe i přesto chce jít, a tak vymyslí, že Rocky přespí u ní, a až máma CeCe půjde do práce, utečou na párty. CeCe poprosí Deuce s Tyem, aby pohlídali Flynna. Když holky dorazí na párty zjistí, že Gary s nimi počítal jako se servírkami. Pak máma CeCe přijde z práce dřív a Ty a Deuce se schovají a čekají na vhodnou chvíli, kdy budou moci odejít. To se však nedaří a máma je nachytá. Nechá je to vysvětlit, a poté jde pro holky na Garyho párty. Písně: „Breakout“ (Margaret Durante) a „Roll the Dice“ (Marlene Strand) Chybí: Kenton Duty jako Gunther Hessenheffer Hosté: R. Brandon Johnson jako Gary Wilde, Anita Barone jako Georgia JonesováMitch Holleman jako Xavier, Garrett Clayton jako Dylan a Danielle Yu jako modelka Poznámka: Tento díl společně s dílem seriálu So Random! byl stažen od 23. prosince 2011 z vysílání k přehodnocení kvůli vtipu o poruše příjmu potravy. Díl se po úpravě do vysílání vrátil v dubnu 2012. Jedná se o první díl, kde nevystupují Gunther a Tinka. |           |                     |                 |                  |                           |                    |                   |               |
| 8 | 8         | Hook It Up          | Zabal to        | Shelley Jensen   | Chris Thompson            | 19. prosince 2010  | 9. dubna 2011     | 102           |
| Deuce si pracuje na svém školním projektu, a tak nahrává vše, co dělají holky. Při natáčení, kde se nacvičuje vystoupení na další vystoupení v show, zachytí, když manažer říká, že dva lidé musí opustit Na parket, Chicago! ve stylu, kdo poslední přijde, první odejde. CeCe a Rocky se obávají, že by je mohly vyhodit, takže dělají vše pro to, aby je nevyhodili. Mezitím, se Flynn zamiluje do dívky, ale neví, jak získat její pozornost, a tak poprosí Tye o pomoc. Písně: „All The Way Up“ (Alana de Fonseca) Chybí: — Hosté: Caroline Sunshine jako Tinka Hessenhefferová, R. Brandon Johnson jako Gary Wilde a Allie DeBerry jako Destiny |           |                     |                 |                  |                           |                    |                   |               |
| 9 | 9         | Wild It Up          | Rozdivoč to     | Joel Zwick       | Chris Thompson            | 9. ledna 2011      | 30. dubna 2011    | 110           |
| Na školním blogu se objeví komentář ke každému studentovi školy. Rocky je smutná, protože ji všichni považují za slušňačku, která respektuje autority a nezameškala jediný den školní docházky. Rozhodne se tedy k razantnímu kroku a dělá vše, aby zapadla mezi rebely. Rocky to však přežene a hrozí ji vyloučení ze školy. Mezitím Flynna hlídá Deuce. Písně: „Right Here We“ (Drew Ryan Scott) Chybí: Roshon Fegan jako Ty Blue, Kenton Duty jako Gunther Hessenheffer Hosté: Cat Deeley jako zástupce ředitele Winslowová, Thomas Kasp jako Frankie „ten složitej“ a Saltare z America's Best Dance Crew jako vystupující tanečníci Poznámka: Jedná se o druhý díl, kde nevystupují Gunther a Tinka. |           |                     |                 |                  |                           |                    |                   |               |
| 10 | 10        | Match It Up         | Seznamte se     | Joel Zwick       | Rob Lotterstein           | 23. ledna 2011     | 24. září 2011     | 111           |
| CeCe se snaží dohodit Deuceovi nějakou holku, ale její plán selže, když Deuce a jeho přítelkyně Savannah se opět k sobě vrátí. CeCe, Rocky a Ty se mu snaží dokázat, že se Savannah k Deuceovi nehodí a chtějí ho seznámit s Dinu, u které cítí, že je více kompatibilní. Mezitím, Flynn pomáhá Henrymu získat skautský odznak, ale Henry je beznadějný. Písně: „Bling Bling“ (Windy Wagner) Chybí: Kenton Duty jako Gunther Hessenheffer Hosté: R. Brandon Johnson jako Gary Wilde, Juliette Goglia jako Savannah a Ainsley Bailey jako Dina Garciová Poznámka: Jedná se o třetí díl, kde nevystupují Gunther a Tinka. |           |                     |                 |                  |                           |                    |                   |               |
| 11 | 11        | Show It Up          | Předveď to      | Joel Zwick       | Eileen Conn               | 20. února 2011     | 17. června 2011   | 112           |
| Rocky je ve všech školních aktivitách druhá. Vždycky ji porazí Candy. Ve škole se zrovna koná talentová soutěž, kde chce Rocky ukázat, že může také vyhrát a tím konečně porazit Candy, jenže ona je jen se CeCe a Candy má celý tým roztleskávaček. Proto chce tancovat s Guntherem a Tinkou. Ve strachu, že by mohly nakonec Rocky a CeCe vyhrát, Candy přibírá jen naoko do svého týmu Gunthera a Tinka, takže si Rocky a CeCe musí najít někoho jiného. CeCe se nevzdává a přináší svou tajnou zbraň, Tye. Nakonec ale stejně jako vždy vyhraje Candy. Mezitím, Flynn pomáhá Deucovi, jak odmoderovat talentovou show. Písně: „We Right Here“ (Drew Ryan Scott) a „All the Way Up“ (Alana de Fonseca) Chybí: — Hosté: Caroline Sunshine jako Tinka Hessenhefferová a Charlet Chung jako Candy Choová |           |                     |                 |                  |                           |                    |                   |               |
| 12 | 12        | Heat It Up          | Zahřej to       | Katy Garretson   | John D. Beck, Ron Hart    | 27. února 2011     | 25. dubna 2011    | 109           |
| Když se v bytě Rocky rozbije topení, CeCe ji nabídne, aby se ona, Ty, a jejich matka nastěhovali k nim domu. Ovšem obě matky si po pár dnech neshodnou a začnou se hádat, což končí odstěhováním Rockyiny rodiny do hotelu. Druhý den se ve škole holky začnou hádat a navzájem si ničit své vědecké projekty. Ty a Flynn si postaví u Flynna doma chlapskou sluj. Písně: „Breakout“ (Margaret Durante) Chybí: Adam Irigoyen jako Deuce Martinez a Kenton Duty jako Gunther Hessenheffer Hosté: Caroline Sunshine jako Tinka Hessenhefferová, Anita Barone jako Georgia Jonesová a Carla Renata jako Marcie Blueová Poznámka: Jedná se o první díl, kdy se Tinka objeví bez Gunthera. |           |                     |                 |                  |                           |                    |                   |               |
| 13 | 13        | Glitz It Up         | Nablýskej to    | Eric Dean Seaton | Ron Zimmerman             | 6. března 2011     | 4. června 2011    | 113           |
| Rocky a CeCe vymýšlí choreografii pro malé dívky, které jsou v soutěži krásy „Miss chicagská princezna.“ Jedna z dívek je spíše kluk,jelikož má ráda jízdu na skateboardu, obléká se jako kluk a chová se jako kluk. Mezitím, Deuce se snaží, aby ho přijal otec jeho přítelkyně Diny, který mu zadal speciální úkol, aby mohl chodit s Dinou. Deuce se musí starat o jeho milované prase Pinky, a dělat s ním vše, co je na seznamu – krmení, procházky, hrát si s ním a koupat ho. Pokud Pinkyho bude správně opatrovat, získá Dinu. Písně: „All Electric“ (Anna Margaret a Nevermind) Chybí: Davis Cleveland jako Flynn Jones, Roshon Fegan jako Ty Blue a Kenton Duty jako Gunther Hessenheffer Hosté: Caitlin Carmichael jako Eileen Kellerová, Emily Skinner jako Sally Van Burenová, Ainsley Bailey jako Dina Garciový a John D'Aquino jako Don Rio Garcia Poznámka: Jedná se o čtvrtý díl, kde nevystupují Gunther a Tinka. |           |                     |                 |                  |                           |                    |                   |               |
| 14 | 14        | Hot Mess It Up      | Jste v průšvihu | Eric Dean Seaton | John D. Beck, Ron Hart    | 20. března 2011    | 25. června 2011   | 114           |
| Rocky a CeCe dělají internetovou show, kde radí dnešní mládeži. CeCe radí ovšem velmi zle, a tak show nemá velkou úspěšnost. Jednou do show napíše kluk, který nemá s kým jít na ples. CeCe mu poradí, aby odjel ze země. Další den bude dotaz na to, co má dělat dívka, když se její bratr chystá odjet ze země. Rocky si myslí, že osamělý kluk je Gunther a holka, která s bojí o svého bratra je Tinka, a tak chce nějak zařídit, aby Gunther neodjel ze země. Řekne tedy CeCe, že se má Gunthera zeptat, jestli by s ní nešel na ples a stát se jeho „jako“ holkou. Nakonec se ukáže, že to nebyli Gunther a Tinka, ale jejich bratranec a sestřenice. Písně: „Breakout“ (Margaret Durante), „Not Too Young“ (Chris Trousdale a Nevermind), „We Right Here“ (Drew Ryan Scott), „Bling Bling“ (Windy Wagner), „It's Alive“ (Nayana Holley), „Roll the Dice“ (Marlene Strand) a „Our Generation“ (Sibel Redzep) Chybí: — Hosté: Caroline Sunshine jako Tinka Hessenhefferová, R. Brandon Johnson jako Gary Wilde a Poreotics z America's Best Dance Crew jako vystupující tanečníci |           |                     |                 |                  |                           |                    |                   |               |
| 15 | 15        | Reunion It Up       | Usmiř se        | Sean McNamara    | Howard J. Morris          | 10. dubna 2011     | 2. října 2011     | 116           |
| CeCe a Rocky mají šanci tančit s Ronnie a Angie, se dvěma z původních tanečníků Na parket, Chicago! Ale když zjistí, že spolu Roonie a Angie už moc dobře nevychází, bojí se, že by se mohly ony začít později chovat stejně. Písně: „Our Generation“ (Sibel Redzep) Chybí: Kenton Duty jako Gunther Hessenheffer Hosté: Anneliese van der Pol jako Ronnie, Meagan Holder jako Angie, R. Brandon Johnson jako Gary Wilde Poznámka: Jedná se o pátý díl, kde nevystupují Gunther a Tinka. |           |                     |                 |                  |                           |                    |                   |               |
| 16 | 16        | Sweat It Up         | Zapoť se        | Joel Zwick       | David Tolentino           | 1. května 2011     | 3. prosince 2011  | 117           |
| CeCe předstírá zranění nohy, aby se nemusela cvičit na tělocviku. Učitel tělocviku na to však přijde a řekne, že CeCe musí navštěvovat letní školu, když jde matka CeCe na konzultaci se CeCeiným tělocvikářem, zakoukají se do sebe a začnou spolu randit. CeCe je šťastná, že matka s tělocvikářem chodí, protože nemusí na hodiny tělocviku. Jakmile se však rozejdou, CeCe musí cvičit víc než kdykoliv předtím, aby nemusela do letní školy, a prošla z tělocviku. Mezitím se Flynn, Deuce, a Ty starají o sousedovic psa, který není zrovna dvakrát poslušný. Rocky se zase vymlouvá na apendix, aby nemusela na lasergame s pitomci. Písně: „Just Wanna Dance“ (Geraldo Sandell a Riky Luna) Chybí: Kenton Duty jako Gunther Hessenheffer Hosté: R. Brandon Johnson jako Gary Wilde, Anita Barone jako Georgia Jonesová, Zayne Emory jako Howard, Jamie Kaler jako trenér Lesseur a Wendy Worthington jako slečna Leeová Poznámka: Jedná se o šestý díl, ve kterém nevystupují Gunther a Tinka. |           |                     |                 |                  |                           |                    |                   |               |
| 17 | 17        | Vatalihootsit It Up | Oslav to        | Joel Zwick       | John D. Beck, Ron Hart    | 12. června 2011    | 10. září 2011     | 118           |
| Gunther a Tinka chtějí, aby CeCe a Rocky navštívili jejich domov a oslavili s nimi Vatalihoosit den. CeCe však má lístky na koncert Katy Perry, a tak se rozhodnou, že dorazí, ale domluví se s Tyem, aby je během dne vyzvedl s tím, že se stalo něco hrozného a holky musely odejít. Potom, co Ty s Flynnem dorazí vyzvednout holky, se rozhodnou, že zůstanou a lístky na koncert dají Tyovi, jenže chvíli na to Vatalihoosit den končí. Předtím Ty navštíví s Flynnem konkurz do reklamy, ale Tye nevezmou. Flynn se rozčílí a řekne jim o jakou hvězdu přišli, čímž je zaujme a je přijat. Písně: „Dance for Life“ (Adam Hicks a Drew Seeley) Chybí: Adam Irigoyen jako Deuce Martinez Hosté: Bronson Pinchot jako Kashlack Hessenheffer, Mary Birdsong jako Squizza Hessenhefferová, Caroline Sunshine jako Tinka Hessenhefferová, R. Brandon Johnson jako Gary Wilde a JabbaWockeeZ z America's Best Dance Crew jako vystupující tanečníci |           |                     |                 |                  |                           |                    |                   |               |
| 18 | 18        | Model It Up         | Obleč se        | Eric Dean Seaton | Jenny Lee                 | 17. června 2011    | 10. září 2011     | 115           |
| Rocky a Cece dostanou šanci stát se modelkami, ale lidé u modelingové agentury chtějí pouze Rocky. Ta dostane šanci být modelkou Glam časopisu, který ovšem sídlí v New Yorku. Rocky váhá nad odchodem, ale její přátelé ji podporují, aby šla s tím, že je to pro ni velká šance, která se už třeba nemusí opakovat. Rocky se nakonec rozhodne nabídku nepřijmout, protože uslyší, že jejím přátelům na ní opravdu záleží. Mezitím, musí Deuce, Flynn, a Ty pracovat pro paní Locassiovou, protože Deuce a Ty rozbili Flynnovi jeho herní konzoli, a tak si musí vydělat peníze na novou. Písně: „Roll the Dice“ (Marlene Strand) Chybí: — Hosté: Jungle Boogie z America's Best Dance Crew jako vystupující tanečníci a R. Brandon Johnson jako Gary Wilde Poznámka: Jedná se o první díl, kdy se Gunther objeví bez Tinky. |           |                     |                 |                  |                           |                    |                   |               |
| 19 | 19        | Twist It Up         | Naplánuj to     | Shelley Jensen   | Eileen Conn               | 10. července 2011  | 10. prosince 2011 | 119           |
| CeCe a Rocky zahájí nové taneční šílenství. Paní Garciová chce uspořádat velký večírek k narozeninám Diny, ale Dina chce jen jednoduchý menší večírek, takže CeCe a Rocky musí převzít párty pro Dinu. Ovšem připraví něco, co Dina nechtěla a musejí to spravit. Mezitím Flynn dostane nového robota, který ničí věci laserovýma očima. Deuce se snaží zapůsobit na paní Garciovou tím, že poprosí Tye, aby ho naučil tancovat. Písně: „Twist My Hips“ (Tim James a Nevermind) Chybí: Kenton Duty jako Gunther Hessenheffer Hosté: Brandon Johnson jako Gary Wilde, Buddy Handleson jako Henry Dillon, Ainsley Bailey jako Dina Garciová a Maggie Wheeler jako Paní Garciová Poznámka: Toto je sedmý díl, ve kterém se neobjevují Gunther s Tinkou. |           |                     |                 |                  |                           |                    |                   |               |
| 20 | 20        | Break It Up         | Přej si to      | Shelley Jensen   | Jenny Lee, Chris Thompson | 24. července 2011  | 17. prosince 2011 | 121           |
| Rocky, CeCe, Flynn, Ty, Deuce, Gunther a Tinka jedou na společnou dovolenou. Když hrají hru „Pravda nebo úkol,“ Rocky se odváží skočit do jezera. Během návratu z jezera stoupne na rozbitou láhev, čímž si pořeže nohu. Je převezena do nemocnice, a obává se, že se jí noha už nikdy nezahojí, a že nebude schopna už nikdy tančit. Zatím Gunther a Tinka hlídají Flynna. Po operaci je Rocky v pořádku, Cece ji běží obejmout, a shodou nešťastných událostí skončí se zlomenou nohou. Písně: „School's Out“ (Kyra Cristiaan) Chybí: — Hosté: Jackie Debatin jako Dr. Semple, Caroline Sunshine jako Tinka Hessenhefferová, R. Brandon Johnson jako Gary Wilde, Anita Barone jako Georgia Jonesová a Carla Renata jako Marcie Blueová |           |                     |                 |                  |                           |                    |                   |               |
| 21 | 21        | Throw It Up         | Vylež to        | Shelley Jensen   | Rob Lotterstein           | 21. srpna 2011     | 24. prosince 2011 | 120           |
| Rocky a CeCe se konečně splní jejich sen, mít sólový tanec. Sen se však začne měnit v noční můru, jelikož Gary dostane chřipku a nemůže se účastnit vysílání. Rocky a CeCe musí najít způsob, jak dostat Garyho do pořadu a získat sólový tanec. Nakonec ovšem sami onemocní, a tak sólový tanec bude mít Tinka. Písně: „Watch Me“ (Bella Thorneová a Zendaya), „Dance For Life“ (Adam Hicks a Drew Seeley), „School's Out“ (Kyra Cristiaan) a směs písní z celé první řady Chybí: Roshon Fegan jako Ty Blue a Kenton Duty jako Gunther Hessenheffer Hosté: Caroline Sunshine jako Tinka Hessenhefferová, R. Brandon Johnson jako Gary Wilde, Anita Barone jako Georgia Jonesová a Cameron Boyce jako jeden ze skupiny „Zvýrazňovače“ Poznámka: Toto je poslední díl, kdy Carolina Sunshine je uvedena jako hostující hvězda, a podruhé, kdy se Tinka objevuje v seriálu bez Gunthera. |           |                     |                 |                  |                           |                    |                   |               |